# Big government
Big government (ungefär: "stor stat/statsmakt" på engelska) är en term med ursprung från politisk debatt i USA som vanligtvis används av konservativa politiker, libertarianer och förespråkare av laissez-faire-politik för att beskriva en regerings politik eller offentlig sektor som de anser är för omfattande, korrupt och ineffektiv, eller som har ett opassande engagemang i civilsamhället, privatlivet och den privata sektorn.
Termen big governement kan också hänvisa till ett antal kritiska ståndpunkter mot offentlig byråkrati: (1) statliga program/reformer som exempelvis Medicare och Medicaid, (2) federalisering (centralisering) av åtaganden och program som tidigare utförts på delstatlig nivå, (3) implementeringen av program som syftar till att genomföra åtaganden som tidigare utförts i den privata sektorn av privata aktörer (exempelvis ideella organisationer eller religiösa grupper), (4) program vars kostnader tenderar att öka över tid, (5) stora byråkratiska enheter tar inte ansvar, (6) begränsad eller ingen kontroll och maktfördelning inom organisationer, (7) undermålig, otillräckligt eller inkonsekventa mått för att mäta effektiviteten och effekterna hos de statliga programmen, (8) begränsad medborgarnytta, (9) kostnadsineffektivt (kostnaderna kan inte motiveras av nyttan), (10) underbalanserade reformer som saknar teckning.
Termen används oftast av personer som oroar sig över det statliga tillhandahållandet av varor och tjänster, och inblandningen i utformningen och genomförandet av lagstiftning och policys som rör medborgerliga rättigheter, social rättvisa och social välfärd. Ibland kombineras kritiken mot big government med en kritik mot big business (storföretag), big labor (fackföreningar), big oil (oljeföretag), big tobacco (tobaksbolag) och big pharma (läkemedelsbolag).